# Chambre des représentants du Delaware
La chambre des représentants du Delaware (Delaware House of Representatives)  est la chambre basse de la législature de l'État du Delaware aux États-Unis d'Amérique. 
Elle comprend 41 parlementaires élus tous les 2 ans sans limite de mandats.
La chambre des représentants du Delaware siège au Capitol situé à Dover.

## Historique du nom
De 1776 à 1792, la chambre s'appelait Maison de l'assemblée (House of Assembly), nom commun usité lors de la période coloniale. Le Delaware fut le premier État américain à désigner sa chambre basse sous le vocable "chambre des représentants". 

## Système électoral
La Chambre des représentants du Delaware est composée de 41 sièges pourvus pour deux ans au scrutin uninominal majoritaire à un tour dans autant de circonscriptions. Les représentants ne sont pas soumis à une limitation du nombre de mandats.

## Présidence
Le "Speaker" préside la chambre des représentants du Delaware. Il est élu par le caucus du parti majoritaire et confirmé par un vote en séance plénière. Le Speaker contrôle l'ordre du jour de la chambre et des commissions parlementaires.